# روي رالف
روي رالف (22 مايو 1920 في المملكة المتحدة - 1 أبريل 2015) (بالإنجليزية: Roy Ralph)‏ هو لاعب كريكت بريطاني (وحمل سابقاً جنسية المملكة المتحدة لبريطانيا العظمى وأيرلندا). لعب مع نادي مقاطعة ساسكس للكريكت ‏.

## وصلات خارجية
- روي رالف على موقع إي آس بي آن كريك إنفو (الإنجليزية)